# جابر اف. گوبریوم
جابر اف. گوبریوم (انگلیسی: Jaber F. Gubrium؛ زادهٔ ۱۹۴۳) دانشمند جامعه‌شناس اهل ایالات متحده آمریکا است.
وی همچنین برندهٔ جوایزی همچون برنامه فولبرایت شده‌است.